# NGC 4341
NGC 4341 este o galaxie lenticulară situată în constelația Fecioara. A fost descoperită în 13 aprilie 1784 de către William Herschel. Se află la o distanță de 18,79 megaparseci de Pământ.